# Chmura HVC
Chmura HVC (ang. high velocity cloud, chmura o dużej prędkości) – typ obłoków gazowych znajdujących się w najbliższym sąsiedztwie galaktyk lub w galaktycznym halo. Obłoki te zostały odkryte w 1963 roku przez Mullera. Obecnie znamy kilkaset takich obiektów. Termin Chmura HVC odnosi się do obłoków gazowych, poruszających się z prędkościami większymi niż te, które dają się wytłumaczyć rotacją Galaktyki w przeciwieństwie do Chmur IVC (ang. Intermediate Velocity Clouds – „chmury o średniej prędkości”).
Chmury te zostały zaobserwowane na częstotliwości neutralnego wodoru 1420 MHz, emitują jednak również w paśmie Hα oraz czasem w pasmach zjonizowanych pierwiastków S2, O3, N2, jak również posiadają linie absorpcyjne węgla, żelaza oraz glinu.
Poszczególne Chmury HVC znacznie różnią się pomiędzy sobą pod względem składu chemicznego. Istnieje kilka teorii dotyczących ich powstania. Mogą one być:
- pozostałościami po tworzeniu się Drogi Mlecznej
- skupiskami schłodzonej materii wyrzuconej z Drogi Mlecznej
- gazem wyrwanym przez siły pływowe Drogi Mlecznej z Obłoków Magellana (tylko na półkuli południowej)
- szczątkami galaktyk karłowatych, rozerwanych przez Drogę Mleczną.

Skupiska chmur są określane jako Kompleksy. Składają się ze struktur posiadających różne właściwości i skład. Jednak badanie Kompleksów chmur jest utrudnione ze względu na niedokładną znajomość odległości dzielących je od Drogi Mlecznej. Między chmurami HVC a naszą Galaktyką występują różne oddziaływania, np. z Kompleksu C następuje akrecja materii na dysk Drogi Mlecznej.